# 게조촌 (니가타현 히가시칸바라군)
게조촌(下条村)은 니가타현 히가시칸바라군에 설치되었던 촌이다. 현재의 아가정, 고센시, 아가노시에 해당한다.